# سوبرمان (أغنية)
"سوبرمان" (بالإنجليزية: Superman)‏ هي أغنية من كتابة مغني الراب إمينم وشاركته في الغناء المغنية دينا راي,وأُصدرت في 2003 كأغنية منفردة في الولايات المتحدة فقط، وحصلت على المركز 15 في Billboard Hot 100.وهي من ألبومه الذي نجح في جميع أنحاء العالم ذا إيمينيم شو,الذي أُصدر في 2002. كشف امينم ان هذه الأغنية تتحدث عن الأشاعات التي ظهرت حينها، والتي تتحدث عن علاقته مع المغنية ماريا كاري

## الأغنية المصورة
تظهر في الأغنية المصورة الممثلة إباحية جينا لين,ويمكن الحصول عليها فقط من دي في دي فيلم 8 أميال (فيلم).وتحتوي أيضاً على تعديلات تختلف عن نسخة الألبوم، وغير الخاضعة للرقابة على العري،وظهرت على إم تي في وبي إي تي.وهي أيضا واحدة من الأغاني المصورة في موقع فيفو.